# Republikanischer Schutzbund
De Republikanischer Schutzbund [ʁepubliˈkaːnɪʃɐ ˈʃʊtsˌbʊnt] was een Oostenrijkse sociaaldemocratische paramilitaire organisatie, opgericht in 1923 door de Sociaaldemocratische Arbeiderspartij van Oostenrijk (SDAPÖ) om hun macht te waarborgen tijdens de politieke radicalisering naar rechts na de Eerste Wereldoorlog.

## Geschiedenis
De sociaaldemocratische Republikanischer Schutzbund was een van de vele paramilitaire groepen die na de val van Oostenrijk-Hongarije werden opgericht. De voorman van de Schutzbund was de SDAPÖ-politicus Julius Deutsch (die later optrad als generaal in de Spaanse Burgeroorlog), die samen met oud-militairen Theodor Körner (de naoorlogse bondspresident van Oostenrijk) en Alexander Eifler de militie had opgericht. Het voornaamste doel van de Schultzbund was het verdedigen van de SDAPÖ en het machtsevenwicht in Oostenrijk te handhaven tegen een conservatieve en fascistische overmacht. De aanvankelijk conservatieve militie, de Heimwehr, vormde hierbij de voornaamste tegenstander in de straten van Oostenrijk. Schermutselingen kwamen veelvuldig voor, die werden aangemoedigd door het dagblad van de SDAPÖ, de Arbeiter Zeitung. De Heimwehr zou zich gedurende de jaren twintig en dertig ontwikkelen van een conservatief-christensociale militie tot een austrofascistische organisatie.
Op 30 januari 1927 ontstond er een conflict tussen een groep veteranen en de Republikanischer Schutzbund, waarbij één veteraan en een kind werden gedood door de Heimwehr. De rechtszaak die hierop volgde resulteerde in de Weense Juliopstand van 1927.

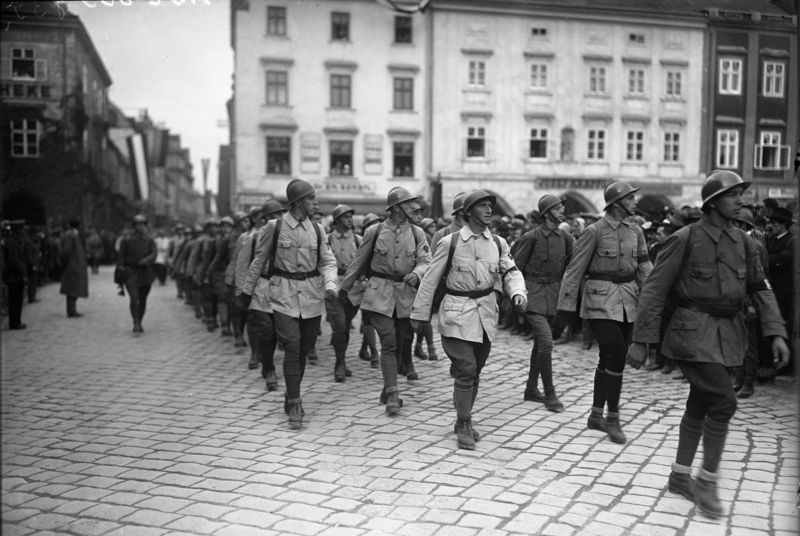
De Republikanischer Schutzbund in 1930.

In juni 1933 werd de Schutzbund verboden door de fascistische bondskanselier Engelbert Dollfuss, waarna de militie zich ondergronds voortzette. Op 11 februari 1934 riep de Weense Heimwehr-commandant Emil Fey op tot de ontwapening van de Schutzbund. De Linze Schultzbund-commandant Richard Bernaschek verzette zich actief tegen dit besluit, hetgeen resulteerde in de Oostenrijkse Burgeroorlog.